# Francesco Alfano
Francesco Alfano (ur. 13 czerwca 1956 w Nocera Inferiore) – włoski duchowny katolicki, arcybiskup Sorrento od 2012.

## Życiorys
Święcenia kapłańskie otrzymał 17 kwietnia 1982 i został inkardynowany do diecezji Nocera Inferiore-Sarno. Przez dziesięć lat pracował w duszpasterstwie parafialnym. W 1992 został dyrektorem diecezjalnego instytutu nauk religijnych. Od 2001 wikariusz biskupi ds. duchowieństwa.
14 maja 2005 papież Benedykt XVI mianował go ordynariuszem archidiecezji Sant’Angelo dei Lombardi-Conza-Nusco-Bisaccia. Sakry  biskupiej udzielił mu biskup Gioacchino Illiano.
10 marca 2012 został mianowany ordynariuszem archidiecezji Sorrento-Castellammare di Stabia. 28 kwietnia 2012 kanonicznie objął rządy.